# Patrick Amory
Patrick Amory (né en 1965) est un historien et un dirigeant de l'industrie de la musique enregistrée.

## Jeunesse
Patrick Amory est né à New York le 10 juillet 1965, de parents littéraires. Son père, Hugh Amory, est considéré comme l'historien du livre le plus « rigoureux » et le plus « méthodologiquement sophistiqué » de l'Amérique naissante. Il fréquente la Commonwealth School à Boston, Massachusetts. 

## Carrière académique
Patrick Amory est diplômé de la Commonwealth School de Boston et obtient une licence en histoire de l'Université Harvard où il fonde le programme Record Hospital sur la station de radio WHRB. Amory obtient ensuite un M. Phil. et un doctorat à l'Université de Cambridge en histoire de la fin de l'Antiquité et du début du Moyen Âge et publie People and Identity in Ostrogothic Italy, 489-554 (Cambridge University Press). Le livre d'Amory est considéré comme une « illustration de l'intérêt récent des historiens pour l'ethnogenèse » et décrit comme « brillant et sans remords » par Peter Brown. L'ouvrage tente de renverser la théorie des invasions barbares et de la chute de l'Empire romain d'Occident, à travers une étude de cas des réactions individuelles dans la province d'Italie, une région centrale de la province culturelle méditerranéenne, pendant une période de changements politiques intenses. Les idées principales du livre rencontrent un accueil mitigé, des historiens comme Peter Heather s'opposant à certaines de ses thèses les plus radicales. 

## Industrie de la musique
Au milieu et à la fin des années 80, Amory dirige le petit label indépendant Amory Arms qui n'a sorti qu'une poignée de disques, dont le premier 7" des Lemonheads "Laughing All The Way To The Cleaners" en 1989 et le 7" de Deathwish "Tailgate" en 1989 (enregistré en 1983), qui est maintenant un disque de Boston Hardcore rare.
Amory est actif dans le rock indépendant depuis les années 1980, notamment en tant que directeur des programmes à WHRB-FM (la station de radio de Harvard). En 1994, il quitte le monde universitaire pour travailler comme directeur général de Matador Records, l'un des principaux labels de rock indépendants des années 1990. Amory, Gerard Cosloy et Chris Lombardi de Matador Records, sont reconnus pour avoir poursuivi la préservation de la liberté artistique tout en préservant un modèle commercial viable grâce à un « succès réaliste ». Amory vit et travaille à New York depuis 1994.

## Travaux
- Patrick Amory, People and Identity in Ostrogothic Italy, 489-554, Cambridge University Press, coll. « Cambridge Studies in Medieval Life and Thought », 1997 (ISBN 0-521-57151-0)